# کتی کامپتون

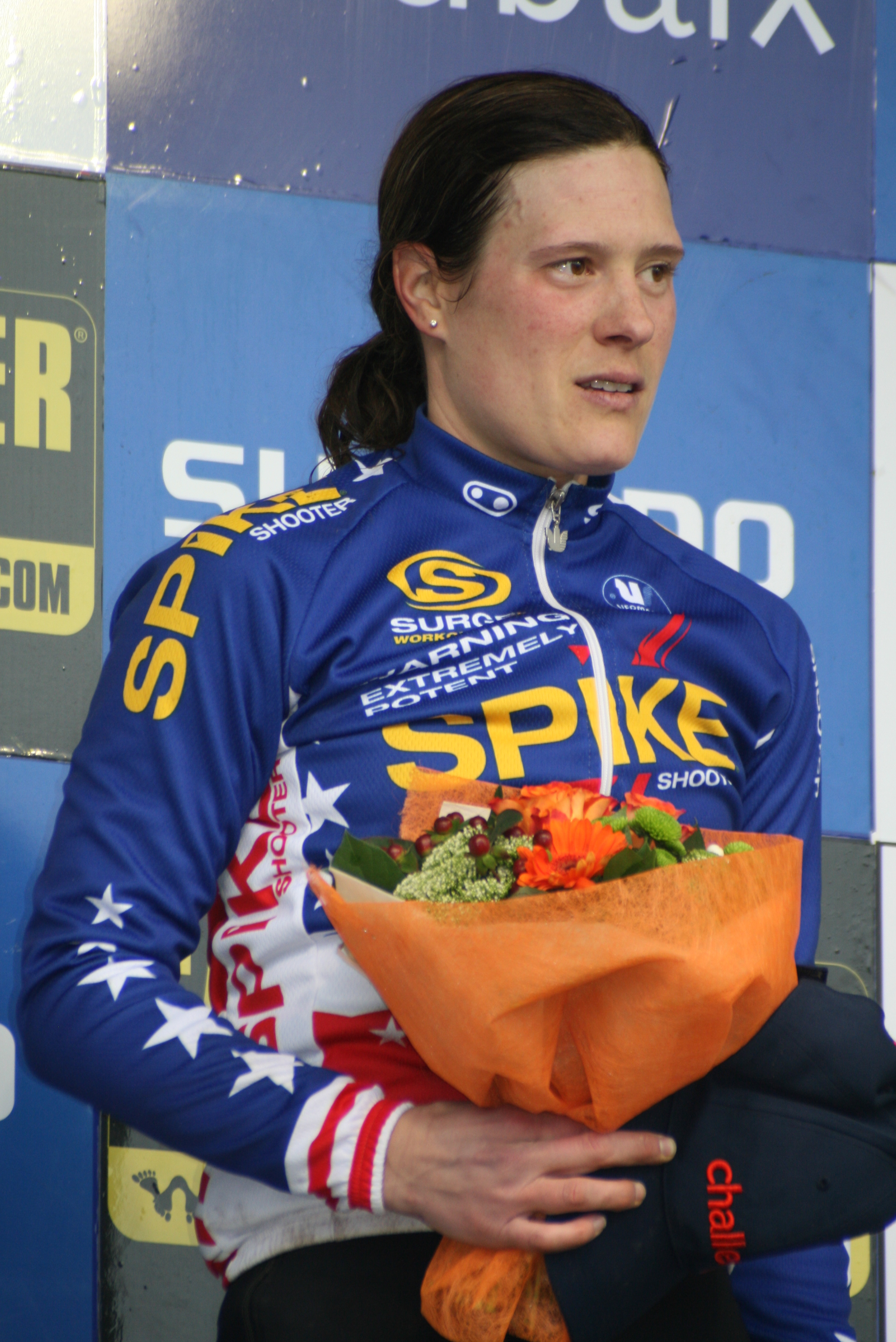
کامپتون در ۲۰۱۱

کتی کامپتون (زاده ۳ دسامبر ۱۹۷۸) دوچرخه‌سوار سابق آمریکایی است. او در مسابقات سیکلو کراس تخصص داشت و ۱۵ بار قهرمان ملی شده است. کامپتون قبلاً در رویدادهای پارالمپیک با استفاده از یک دوچرخه دونفره رکاب می‌زد.
او در هر فصل از سال ۲۰۰۴ تا ۲۰۱۸، عنوان قهرمانی بانوان قهرمانی ملی دوچرخه سواری ایالات متحده را در یک روند ۱۵ بردی و بدون شکست کسب کرده است. از آنجایی که او در مسابقات پارالمپیک شرکت کرد، نمی‌تواند در هیچ مسابقه دوچرخه سواری که امتیاز UCI را اعطا می‌کند شرکت کند. از آنجایی که او قادر به شرکت در مسابقات بزرگ قبل از مسابقات قهرمانی ملی نبود، برد او برای دیگر مسابقه‌دهنده‌ها، هواداران و روزنامه‌نگاران شگفت‌انگیز بود و به دوران پارالمپیک خود تحت قوانین UCI پایان داد.

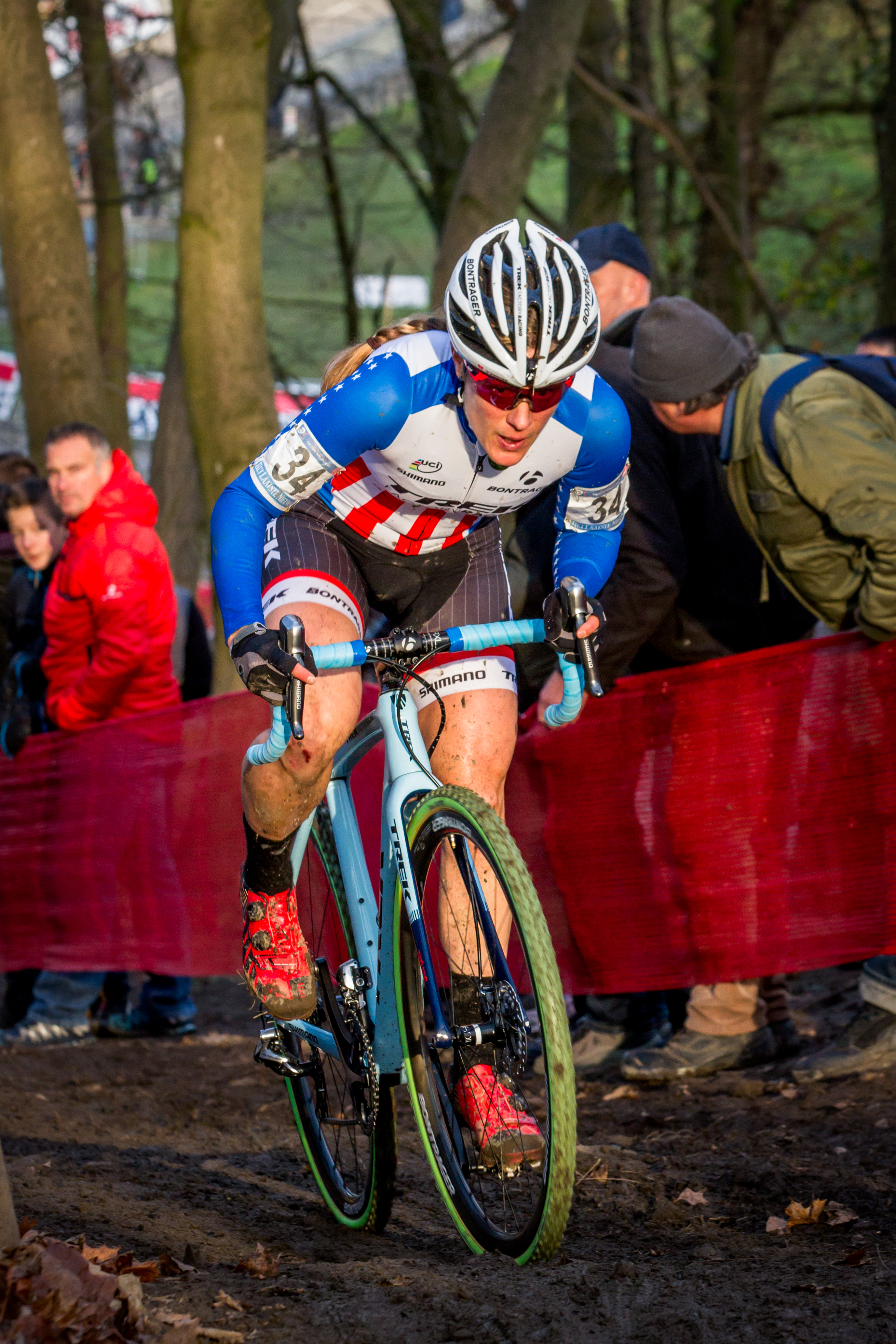

در سال ۲۰۰۷، او اولین زن آمریکایی بود که در مسابقات جهانی دوچرخه سواری (که در آن سال در پایتخت سیکل کراس جهان - بلژیک برگزار شد) با مدال نقره روی سکو رفت و پس از لارنس لبوچر (که برنز را گرفت) ایستاد. در فصل ۲۰۰۷–۲۰۰۸، او شروع به مسابقه حرفه ای در مسابقات UCI کرد زیرا دیگر تعهدات پارالمپیک خود را نداشت. در آغاز فصل، او به‌طور معمول در مسابقات زنان نخبه در ایالات متحده پیروز شد و در ۱۱ نوامبر، تنها در سومین دوره خود، اولین مسابقه جام جهانی خود را در هلند برد. کامپتون با اختلاف ۵۴ ثانیه جلوتر از دافنی ون دن برند قهرمان پیشین مسابقه که در مسابقه قبلی جام جهانی در کالمتهوت برنده شده بود، برنده شد.
در مسابقات پارالمپیک، او با هم‌تیمی نابینای خود، کاریسا ویتسل رکاب زد.. کامپتون، عضو تیم بینا، وظیفه راهبری دوچرخه را برعهده داشت و ویتسل رکاب می‌زد. آنها در بازی‌های ۲۰۰۴ برنده بی‌چون‌وچرای رقابتها بودند و در هر مسابقه ای که وارد می‌شدند مدال می‌گرفتند و در ۳ بازی رکورد جهانی را به نام خود ثبت کردند.
کامپتون بیست و سه قهرمانی در جام جهانی و پنج مدال در مسابقات قهرمانی جهان سیکلوکراس و ۱۳۰+ قهرمانی UCI به دست آورده است که کامپتون را به موفق‌ترین ورزشکار سیکلوکراس مرد یا زن ایالات متحده در این ورزش تبدیل کرده است.
در سال ۲۰۱۲، کامپتون با گروه Trek Cyclocross Collective قراردادی امضا کرد. کامپتون به میزان گسترده‌ای با Trek و توسعه آیرودینامیکی که برای مدل‌های موفق Trek Crockett و Boone cyclocross طراحی کرده است، همکاری کرد.
در سال ۲۰۱۴، کامپتون برای تیم مسابقه‌ای Trek Factory رکاب زد.
در سال ۲۰۱۴، کامپتون پس از قهرمانی در جام جهانی والکنبورگ در هلند، صدمین مسابقه UCI خود را برد.
در سال 2016 Trek به همکاری خود با کامپتون پایان داد. کامپتون در ادامه تیم خود، "KFC Racing" را با حامیانی از جمله Trek Bikes, Knight Composites و Panache Clothing تشکیل داد. کامپتون مسیر پیروزی خود را برای فصل سیکلکراس ۱۷–۲۰۱۶ با پیروزی در اولین مسابقه خود در جام Trek CXC در واترلو، ویسکانسین از سر گرفت.
در سال ۲۰۱۸، کامپتون اولین غیراروپایی بود که برنده جایزه کلی DVV Trofee شد.
در سال ۲۰۱۸، کامپتون مدال نقره مسابقات جهانی والکنبورگ، NL را در نبردی هیجان انگیز با سان کانت به دست آورد.
در ۱۱ آگوست ۲۰۲۱، اعلام شد که تست کامپتون برای یک عامل آنابولیک در سپتامبر ۲۰۲۰ مثبت بوده و در نتیجه محرومیت چهار ساله را پذیرفته است. با این وجود، ثابت شد عملکرد وی افزایش نیافته است. کامپتون پنج ماه پس از آزمایش مطلع شد و نتوانست منبع آلودگی را ارائه کند. به عنوان یک ورزشکار بیوپاسپورت‌دارد، هر سطحی از عوامل آنابولیک که عملکرد را افزایش می‌دهد یا نه منجر به تست مثبت می‌شود. کامپتون یک هفته پس از پذیرش ممنوعیت به دلیل مشاوره حقوقی ضعیف تلاش کرد تا ممنوعیت را لغو کند، اما USADA به او اجازه دفاع از خود را نداد.